# エルマン・パンゾ
エルマン・パンゾ（Hermann Panzo、1958年2月8日 - 1999年7月30日）は、フランスの陸上競技選手。1970年代から1980年代にかけて活躍した男子短距離選手。1980年モスクワオリンピックの銅メダリストである。

## 経歴
パンゾは、フランスにおける優秀な短距離選手を多数輩出してきたマルティニークの出身である。1977年のヨーロッパジュニア陸上の100mで10秒40のヨーロッパジュニア記録を出し優勝。また、同年には、4×100mリレーでも39秒69でヨーロッパジュニア新記録を樹立している。
1980年のモスクワオリンピックでは、100mと4×100mリレーに出場。強豪選手のいるアメリカをはじめとする西側諸国のボイコットが相次いだ中、パンゾは100mで決勝に進出し、8位という成績を残す。さらに、4×100mリレーでは、アントニー・リシャール、パスカル・バレ、パトリック・バレとメンバーを組み、38秒53で銅メダルを獲得した。
1981年には、ベルリンで行われた大会の100mに出場し、10秒14でオリンピックチャンピオンのアラン・ウェルズや、アメリカの選手を下し優勝。（このレースには、カナダのベン・ジョンソンも出場していた。）
その後は、けがに苦しみ、1982年、太ももの故障のためシーズン当初から競技に出場できず、優勝候補とも見られていたヨーロッパ選手権を欠場。その後も度重なるけがに苦しみ、1984年に現役を引退。
引退後はマルティニークに帰郷しスポーツの普及に努めていたが、1999年に脳血管の疾病によりこの世を去っている。

## 主な実績
| 年   | 大会                         | 場所                   | 種目         | 結果 | 記録   |
| ---- | ---------------------------- | ---------------------- | ------------ | ---- | ------ |
| 1977 | ヨーロッパジュニア陸上選手権 | ドネツク(ソビエト連邦) | 100m         | 1位  | 10秒40 |
| 1980 | オリンピック                 | モスクワ(ソビエト連邦) | 100m         | 8位  | 10秒49 |
| 1980 | オリンピック                 | モスクワ(ソビエト連邦) | 4×100mリレー | 3位  | 38秒53 |